# Ryota Kajikawa
Ryota Kajikawa (født 17. april 1989) er en japansk fodboldspiller, som spiller for den japanske fodboldklub Tokyo Verdy.